# Perpezac-le-Noir
Perpezac-le-Noir – miejscowość i gmina we Francji, w regionie Nowa Akwitania, w departamencie Corrèze.
Według danych na rok 1990 gminę zamieszkiwało 870 osób, a gęstość zaludnienia wynosiła 35 osób/km² (wśród 747 gmin Limousin Perpezac-le-Noir plasuje się na 149. miejscu pod względem liczby ludności, natomiast pod względem powierzchni na miejscu 242.).